# Мария Бранкович-Котроманич
Мария Бранкович-Котроманич (урожд. Елена; около 1447, Смедерево — около 1500, Чорлу) — супруга Степана Томашевича, последнего правителя средневековой Сербии и Боснии.

## Биография
Старшая дочь Лазаря Бранковича и Елены Палеолог. При рождении получила имя Елена.
Не имея сына и наследника, её отец решил выдать дочь за наследника боснийской короны Степана Томашевича. Переговоры о браке вели король Степан Томаш и его жена Елена, будучи уже вдовой. 12-летняя Мария вышла замуж за Степана Томашевича 1 апреля 1459 года. Сразу после вступления в брак Степан Томашевич стал деспотом Сербии. После вступления в брак Елена взяла имя Мария, более приемлемое для католиков.
Правление её мужа в Сербии было недолгим. 20 июня 1459 года войскам султана Мехмеда II удалось захватить Смедерево и приступить к присоединению остатков сербского государства к османским землям. Томашевич с Марией бежали в Боснию в поисках убежища при дворе своего отца.
10 июля 1461 года умер тесть Марии. Томашевич стал королём Боснии, а Мария — королевой, заменив на этом посту Катерину Боснийскую.
Муж Марии попросил папу и венецианцев помочь ему защитить своё королевство от османского вторжения, однако помощи так и не получил. В 1463 году султан Мехмед II повел армию вглубь страны. Королевская резиденция в Бобоваце вскоре пала, заставив Томашевича отступать в Ключ, где был захвачен в плен и обезглавлен под городом Яйце. Боснийское королевство было вскоре завоёвано Османской империей.
Овдовевшая 16-летняя королева Мария выжила и бежала на побережье Адриатического моря. Согласно «Падению Константинополя 1453» (1965) Стивена Рансимена, Мария позже вошла в гарем неназванного турецкого генерала. «Рукопись Массарелли» от XVI века сообщает, что у Томашевича и Марии были дети. Тем не менее, их имена и количество не называется.
Мария умерла приблизительно в 1500 году.